# Teodoro Obiang Nguema Mbasogo
Pour les articles homonymes, voir Obiang et Nguema.
Ne doit pas être confondu avec Teodoro Nguema Obiang Mangue.
Teodoro Obiang Nguema Mbasogo, né le 5 juin 1942 à Acoacán (Guinée espagnole), est un homme d'État équatoguinéen. Il est le chef d'État de la Guinée équatoriale depuis le 3 août 1979.
Militaire de profession, il occupe plusieurs postes sous la présidence de son oncle, président du pays, Francisco Macías Nguema.
En 1979, il renverse Macías par un coup d'État et prend le pouvoir, d'abord comme président du Conseil militaire suprême (1979-1982) puis comme président de la république (depuis 1982). Il préside en outre l'Union africaine de 2011 à 2012. Après le retour nominal du pays à un régime civil en 1982, il fonde le Parti démocratique de Guinée équatoriale (PDGE) comme parti unique en 1987. Malgré l'introduction du multipartisme en 1992, le PDGE reste le parti dominant.
Il supervise l'émergence du pays comme important producteur de pétrole à partir des années 1990. L'enrichissement de la Guinée équatoriale s'accompagne d'accusations de corruption et de trafic de stupéfiants, dont lui et sa famille bénéficieraient largement. Sa gouvernance est généralement qualifiée de dictature, sous laquelle la Guinée équatoriale continue d'avoir l'un des pires bilans des droits de l'homme au monde.
Actuellement, avec plus de 45 années passées à la tête de son pays, il est le plus ancien président en exercice au monde et le troisième dirigeant d'un pays en fonction depuis le plus longtemps. À 83 ans, il est également l'un des dirigeants mondiaux les plus âgés.

## Situation personnelle

### Naissance et formation
Né à Acoacán dans le district de Mongomo, il est le troisième enfant d'une fratrie de dix.
Il commence ses études à huit ans à l'école officielle de Mongomo, puis au groupe scolaire Cardinal de Cisneros à Ebebiyin.
En 1963, il intègre les cadets de la garde territoriale puis, la même année, l'Académie générale militaire de Saragosse (Espagne). Il se spécialise dans la conduite de véhicules militaires.

### Carrière militaire
Teodoro Obiang Nguema Mbasogo commence sa carrière militaire en 1965, dans la garde territoriale de Guinée équatoriale à Mikomeseng.
En 1968, Francisco Macías Nguema devient le premier président de la République élu,. Il s'auto-proclame président à vie en 1972,. Cousin éloigné de Teodoro Obiang Nguema Mbasogo, celui-ci le considère comme son oncle. Le président lui offre le poste de commandant de l'armée et des régions militaires de la capitale.

## Parcours politique

### Ascension
Toujours par Francisco Macías Nguema, Teodoro Obiang Nguema Mbasogo est promu au ministère de la Défense comme directeur général de l'approvisionnement et de la planification.
Il est nommé vice-ministre des Forces armées populaires en 1979. Obiang Nguema est ainsi associé à la dictature sanglante de Macías Nguema.

### Président de la République
Le 3 août 1979, dans le cadre d'un coup d'État, Teodoro Obiang Nguema Mbasogo renverse Francisco Macías Nguema, à qui il reproche ses violations « systématiques » des droits de l'homme. Il prend le pouvoir comme président du Conseil militaire suprême, avant de devenir président de la république en 1982.
La proclamation des résultats du référendum constitutionnel de 1982 annonce une majorité de 95,4 % de « oui ». Teodoro Obiang Nguema Mbasogo est ensuite élu président de la république : en 1989 (99 % des voix), 1996 (97,8 %), 2002 (97,1 %), 2009 (95,8 %), 2016 (93,5 %) et 2022 (97,0 %).
En 1987, il fonde le Parti démocratique de Guinée équatoriale (PDGE) en tant que parti unique ; celui-ci est considéré comme une formation attrape-tout. Le multipartisme est instauré en 1992, mais le PDGE demeure le parti dominant.
Il vend en 1988 le droit à des entreprises étrangères de jeter leurs déchets sur l'île d'Annobón.
En 2004, un opposant équato-guinéen en exil, Severo Moto Nsá, accuse Obiang Nguema de cannibalisme, et plus particulièrement de manger ses opposants,.
Il est président de l'Union africaine (UA) entre février 2011 et janvier 2012.
En 2021, il fait déplacer l'ambassade de Guinée équatoriale en Israël à Jérusalem, conformément au souhait du gouvernement israélien, bien que le statut de la ville soit controversé.
L'élection présidentielle prévue pour avril 2023 est avancée au 20 novembre 2022 pour la regrouper avec les élections municipales et législatives, prévues ce jour-là. Ce regroupement est justifié par le souhait de faire des économies budgétaires. Le lendemain, sa candidature est annoncée par son fils Teodorín. À 80 ans, Teodoro Obiang Nguema Mbasogo remporte facilement l'élection, et son parti obtient l'intégralité des sièges renouvelables à la Chambre des députés et au Sénat.
Au pouvoir depuis plus de 45 ans, Teodoro Obiang Nguema Mbasogo est à ce jour l'un des plus âgés des chefs d'État, ainsi que le plus ancien président en exercice au monde,.

## Prises de position

### Économie
Le 28 décembre 2019, Teodoro Obiang Nguema Mbasogo et le président de la Côte d'Ivoire, Alassane Ouattara, indiquent avoir échangé au sujet de la réforme du franc CFA dans l’UEMOA. Obiang Nguema déclare souhaiter voir la même réforme monétaire s'effectuer pour la CEMAC, jugeant le franc CFA « obsolète ».

### Environnement
Teodoro Obiang Nguema reproche aux pays industrialisés d'être responsables du retard de l'Afrique et des changements climatiques. Devant l'Assemblée générale des Nations unies, il se prononce pour que les pays industrialisés soient tenus responsables des dommages et des préjudices découlant des effets du changement climatique.

## Accusations de corruption
La richesse du président Obiang et de sa famille semble provenir pour une bonne part du trafic international de drogue. En février 1997, l'International Narcotics Board plaça la Guinée équatoriale parmi les neuf narco-États africains. La Dépêche internationale des drogues, publié par l'Observatoire géopolitique des drogues de Paris, écrit en août de la même année : « Depuis 1988, plus d'une dizaine de diplomates ou membres de la famille présidentielle ont été arrêtés à cause du trafic des drogues dans différents pays. »
Plusieurs ministres équato-guinéens ont affirmé que le régime Obiang les encourageait à transporter de la drogue dans leurs bagages grâce à leur immunité diplomatique pour ne pas être arrêtés.
Des journalistes du Los Angeles Times ont découvert des preuves que de grandes compagnies pétrolières américaines paient des revenus directement sur un compte détenu, sous le contrôle du président, à la Riggs Bank, basée à Washington (le solde était de 300 millions de dollars américains). Le magazine Forbes assure qu'il est l'un des chefs d'État les plus riches du monde, avec une fortune estimée à 600 millions de dollars. Des sources officielles l'ont accusé de considérer les biens de l'État comme sa propriété personnelle.
Le 18 juin 2007, le parquet de Paris a ouvert une enquête préliminaire contre Téodoro Obiang, Denis Sassou Nguesso, Omar Bongo, Blaise Compaoré et José Eduardo dos Santos et leur entourage, accusés par trois associations françaises (Survie, Sherpa et la Fédération des Congolais de la Diaspora) de « recel de détournement de fonds publics ». En janvier 2008, le journal français Le Monde révélait les conclusions de l'enquête de police classée sans suite pour « infraction insuffisamment caractérisée » en novembre 2007. Le chef de l'État équato-guinéen et sa famille possèdent, en région parisienne, plusieurs biens mal acquis supposés, dont au moins une propriété au nom de Teodoro Obiang Nguema et « onze véhicules (dont deux Bugatti Veyron, une Ferrari Enzo, une Maserati MC12 et une Ferrari 599 GTO) au nom du fils du président, Teodorín Nguema Obiang, pour un montant estimé de plus de 5,7 millions d'euros, acquittés par des virements de sociétés intermédiaires,.
Le 2 décembre 2008, pour demander la restitution de ces biens mal acquis supposés, Transparency International France, l'association Sherpa et un citoyen gabonais ont déposé une nouvelle plainte assortie d'une constitution de partie civile visant Teodoro Obiang, Omar Bongo et Denis Sassou Nguesso ainsi que leurs entourages pour « recel de détournement de fonds publics ». Le 5 mai 2009, la juge Françoise Desset, du pôle financier de Paris, juge recevable cette plainte, décision à laquelle le parquet a fait appel. Le 29 octobre 2009, la cour d'appel de Paris a donné raison au ministère public et jugé la plainte de Transparency International irrecevable. À la suite du pourvoi en cassation de l'association, la Cour de cassation a décidé le 9 novembre 2010 que la plainte de Transparency International était recevable, permettant désormais à un juge d'instruction français d'enquêter. Le 24 février 2012, la justice française saisit 200 m3 de biens dans l'hôtel particulier Nguema situé avenue Foch, dans le 16e arrondissement de Paris, une propriété estimée à 100 millions d'euros,.
En mai 2009, le parquet anticorruption espagnol a demandé une enquête pour blanchiment sur les comptes et investissements en Espagne du président Teodoro Obiang à la suite d'une plainte déposée en décembre 2008 par l'association pour les droits de l'homme en Espagne, au sujet d'un transfert d'environ 19 millions d'euros de la banque américaine Riggs sur le compte d'une banque espagnole aux Baléares, de 2000 à 2003.
Dans le cadre de l'enquête sur les biens mal acquis, trois ans de prison, 30 millions d'euros d’amende et la confiscation des biens saisis sont requis en juillet 2017 contre son fils et vice-président Teodorín Obiang. Teodorín Obiang est condamné en juillet 2021 à trois ans de prison avec sursis et 30 millions d'euros.
En août 2024, s'est tenu à Malabo le procès de Ruslan Obiang Nsue, l'un de ses fils, pour vente illégale d'un avion de la compagnie nationale. Une peine de dix-huit ans de prison et une amende de près de 500 millions de francs CFA sont requises lors de ce procès.

## Distinctions
- Docteur honoris causa de l'université d'économie de l'Oural[27].
- Grand collier de l'ordre de Lakandula, rang de Supremo (Philippines, 2006).
- Grand officier de l'ordre honoraire de l'étoile jaune (Suriname).
- Grand Collier de l'Ordre du Condor des Andes (Bolivie, 2017)[28].

## Prix Obiang
En 2009, le gouvernement de la Guinée équatoriale propose à l'UNESCO la création d'un prix honorifique baptisé en l'honneur d'Obiang (le prix international UNESCO-Obiang Nguema Mbasogo pour la recherche en sciences de la vie). Il s'agit pour Obiang d'une stratégie afin de blanchir son image internationale en se faisant passer pour un mécène des scientifiques. Cette proposition de prix est critiquée par différentes organisations non gouvernementales consacrées à la défense des droits de l'Homme, qui sont ensuite rejointes par différentes personnalités et responsables politiques. D'abord suspendu en 2010 et 2011, il est finalement décerné annuellement depuis 2012 mais sous un autre nom (prix UNESCO-Guinée équatoriale pour la recherche en sciences de la vie).